# Saires-la-Verrerie
Saires-la-Verrerie ist eine französische Gemeinde mit 296 Einwohnern (Stand 1. Januar 2022) im Département Orne in der Region Normandie (vor 2016 Basse-Normandie). Sie gehört zum Arrondissement Argentan und zum Kanton La Ferté-Macé (bis 2015 Messei). Die Einwohner werden Sairois genannt.

## Geografie
Saires-la-Verrerie liegt etwa 39 Kilometer westsüdwestlich von Argentan. Umgeben wird Saires-la-Verrerie von den Nachbargemeinden Échalou im Norden, Bellou-en-Houlme im Osten, La Ferrière-aux-Étangs im Süden und Südwesten sowie Saint-André-de-Messei im Westen.

## Bevölkerungsentwicklung
| 1962                      | 1968 | 1975 | 1982 | 1990 | 1999 | 2006 | 2011 | 2016 |
| ------------------------- | ---- | ---- | ---- | ---- | ---- | ---- | ---- | ---- |
| 322                       | 302  | 228  | 221  | 271  | 280  | 285  | 277  | 305  |
| Quelle: Cassini und INSEE |      |      |      |      |      |      |      |      |

## Sehenswürdigkeiten
- Kirche Saint-Patrice aus dem 17. Jahrhundert

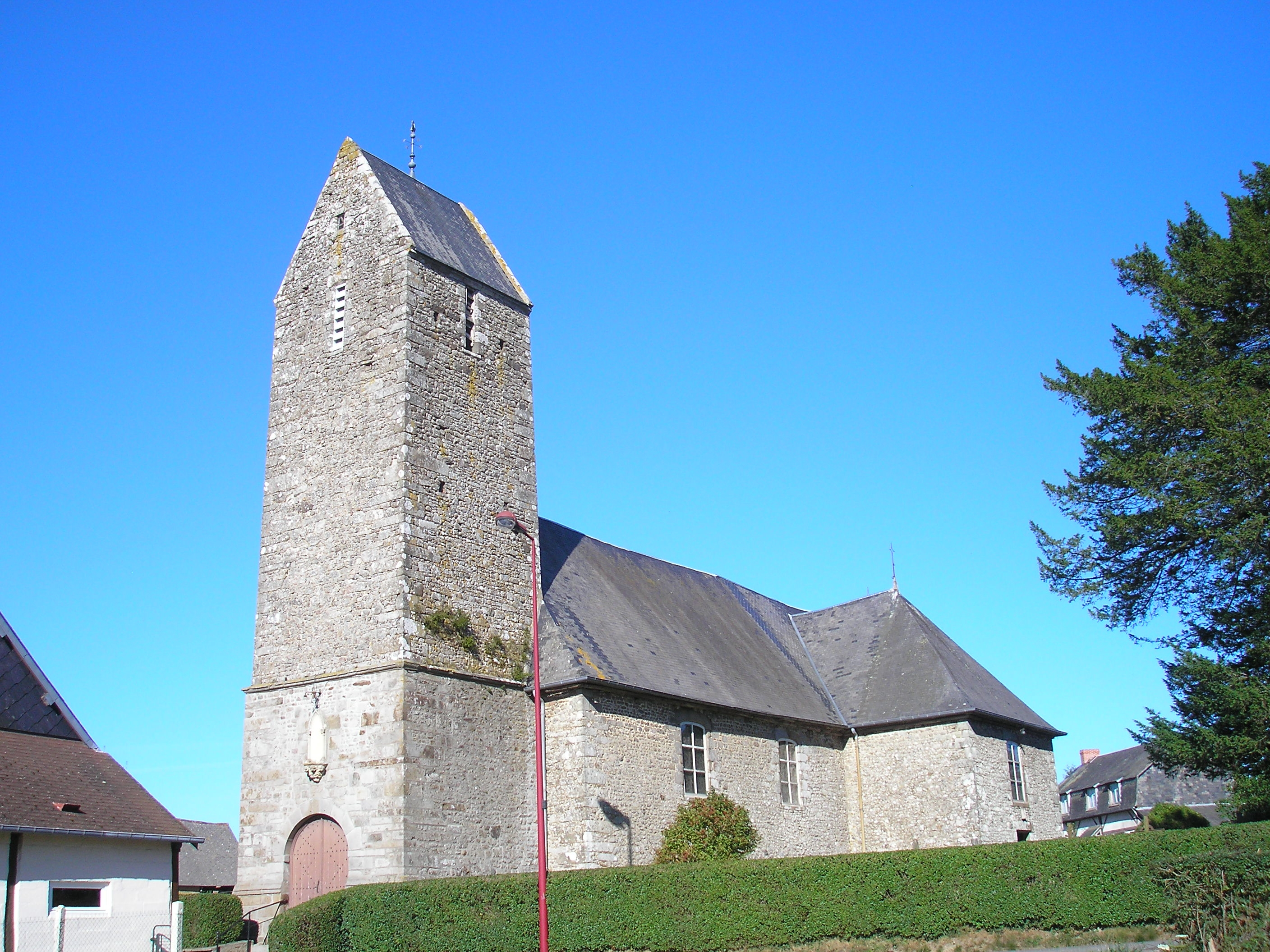
Kirche Saint-Patrice

- Schloss, 1727 erbaut